# شهرستان لی (تگزاس)
شهرستان لی، تگزاس (به انگلیسی: Lee County, Texas) یک سکونتگاه مسکونی در ایالات متحده آمریکا است که در تگزاس واقع شده‌است.

## خصوصیات
شهرستان لی ۱٬۶۴۲٫۰۶ کیلومترمربع مساحت دارد.